# De Huisman
De Huisman is een kleine achtkante stellingmolen aan de Zaanse Schans in de gemeente Zaanstad.
De Huisman staat sinds 1955 op het pakhuis De Haan aan de Zaanse Schans. Hiervoor stond de molen waarschijnlijk sinds 1786 aan het Blauwe Pad, tegenwoordig Claude Monetstraat, in Zaandam. De molen, die een bescheiden vlucht van 11,5 meter heeft, kende tijdens zijn werkzame jaren verschillende bestemmingen als snuifmolen (tabaksmolen), mosterdmolen en zaagmolen. Aan de Zaanse Schans is de molen nu ingericht als specerijmolen, met het binnenwerk van specerijenmolen Het Indiës Welvaren, de huidige molen De Jonge Dirk. De molen was voor de grote restauratie volledig bedrijfsvaardig voor de mosterdproductie maar er werd een moderne installatie voor de mosterdbereiding gebruikt. De molen is eigendom van de Vereniging De Zaansche Molen.
In januari 2010 is begonnen met de verbouwing van De Huisman. De moderne mosterdmakerij is voor dit doel verplaatst naar een industrieterrein in Wormerveer. Naast het pakhuis De Haan is een nieuw deel gebouwd waarop in december 2010 het achtkant is geplaatst. In dit nieuwe gedeelte staan 3 koppels kantstenen opgesteld die zowel elektrisch als met windkracht aangedreven kunnen worden. De aandrijving gebeurt gedeeltelijk door aandrijfriemen en gedeeltelijk door kamwielen. Een van de koppelkantstenen bestaat uit houten kantstenen.
Het pakhuis 'De Haan' is ongeveer 30 cm omhooggebracht en heeft een nieuwe fundering gekregen. In dit pakhuis is nu een specerijenwinkel gevestigd. Op 16 september 2011 heeft Z.K.H. prins Friso als Beschermheer van De Hollandsche Molen het complex in zijn nieuwe gedaante officieel in gebruik gesteld. Het voormalige pakhuis en de begane grond van de molen zijn vrij toegankelijk.

## Verwijzingen
- Officiële website
- YouTube. De Huisman - over ambacht, inzicht en authenticiteit. TRAILER, 16 september 2011. 15 min.
- De Zaansche Molen

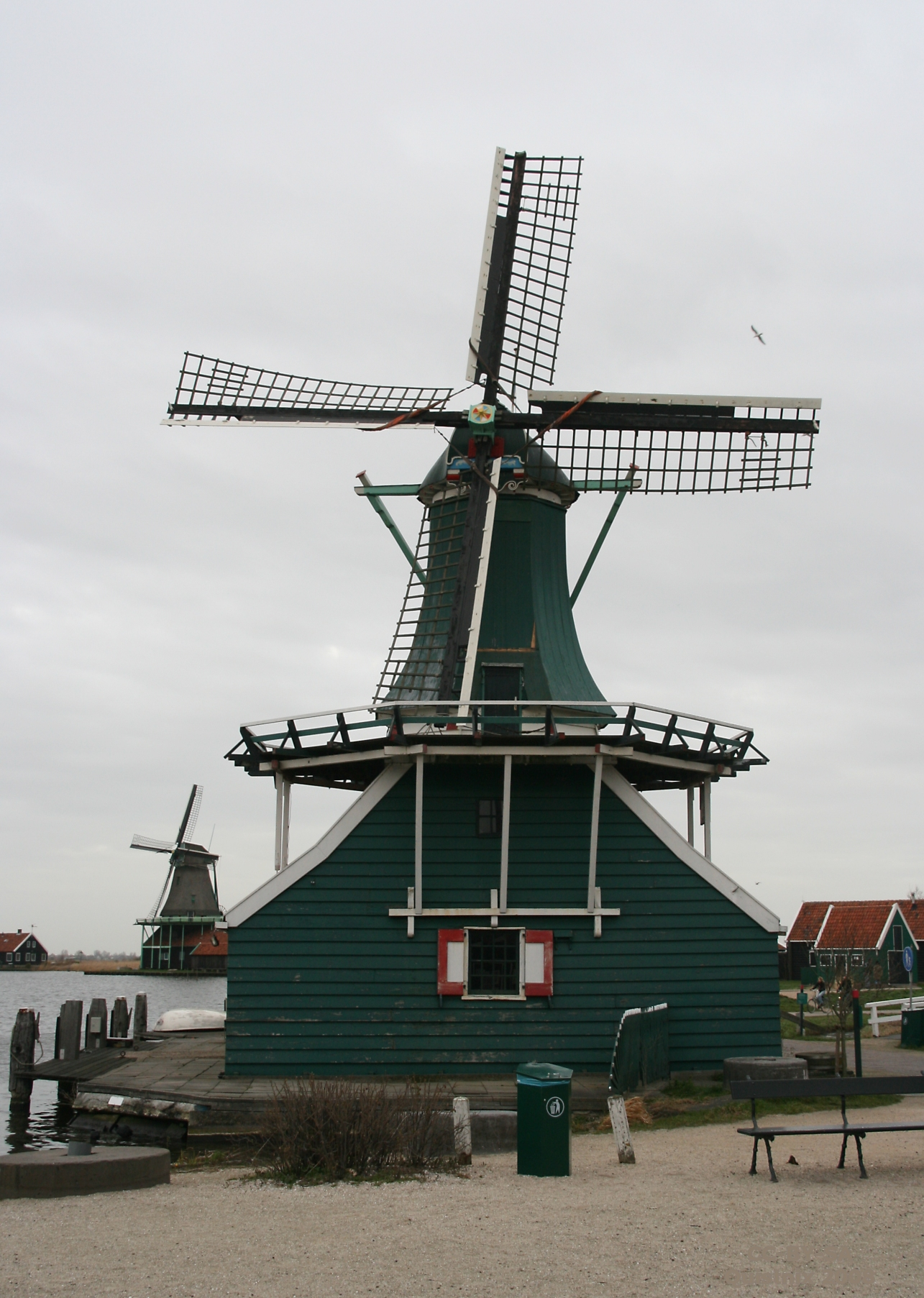
de molen recht van voren, 2008
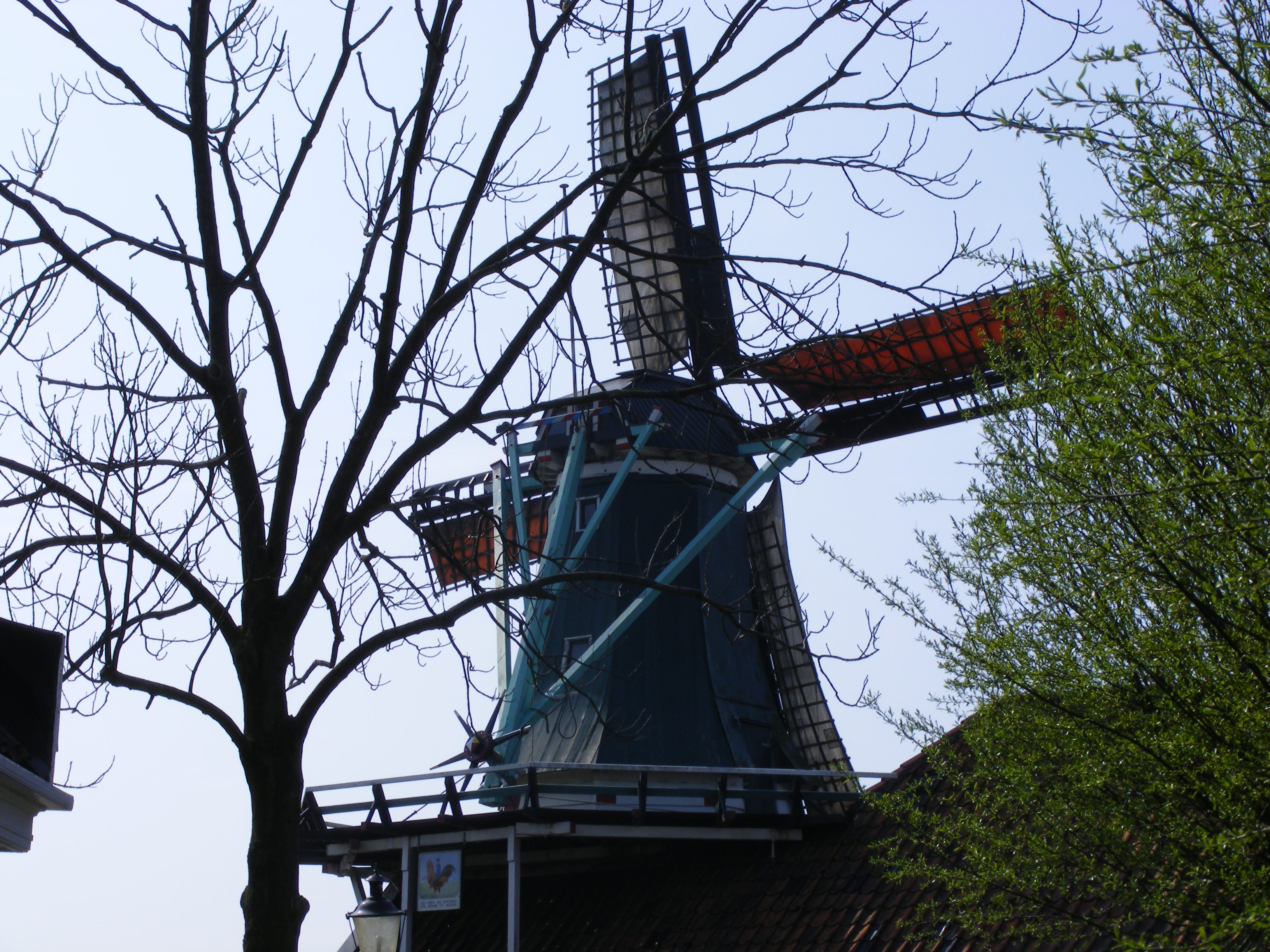
de molen vanaf het Zeilenmakerspad

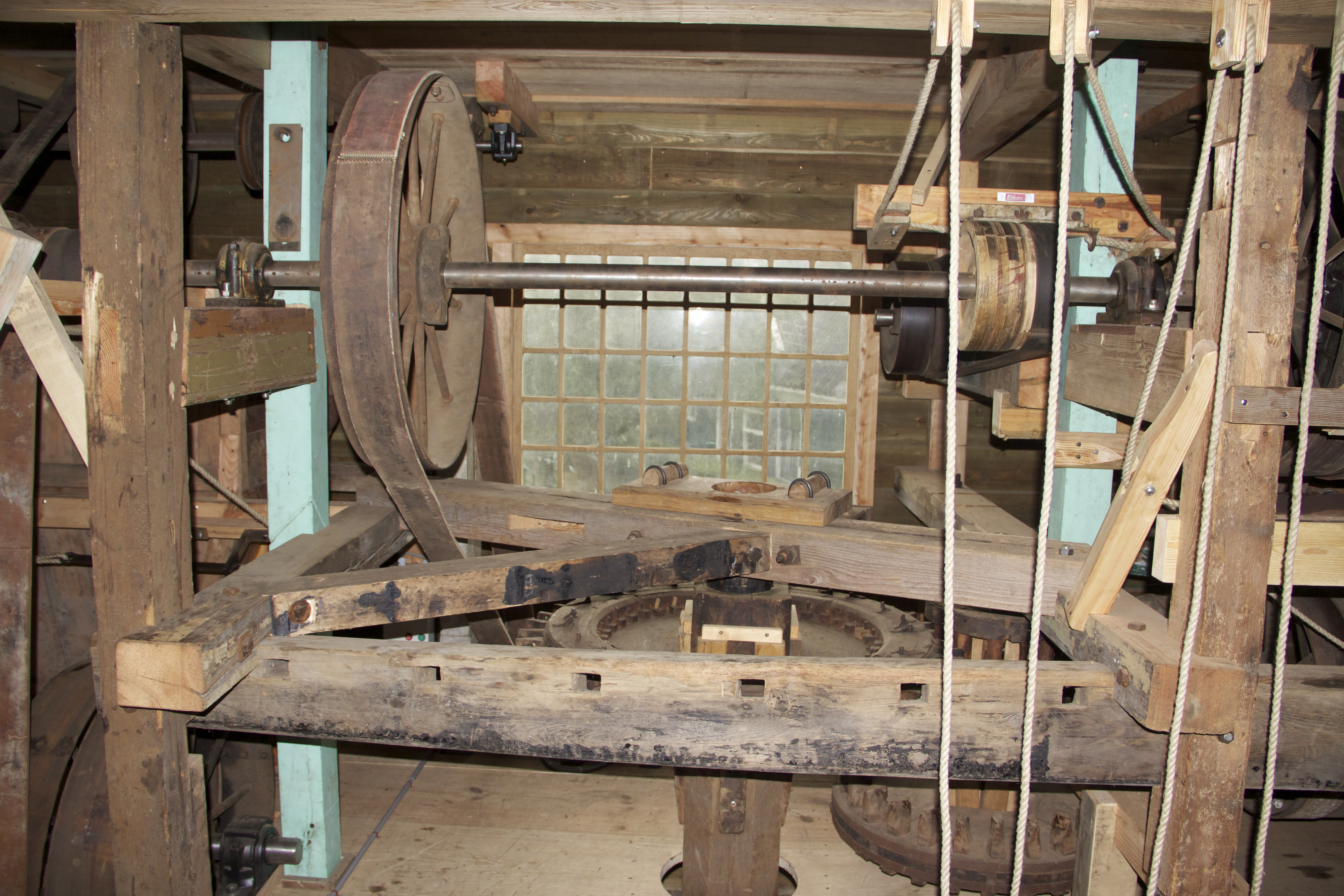
Aandrijvingen. NB.: De voorste balk is een houten roede geweest.

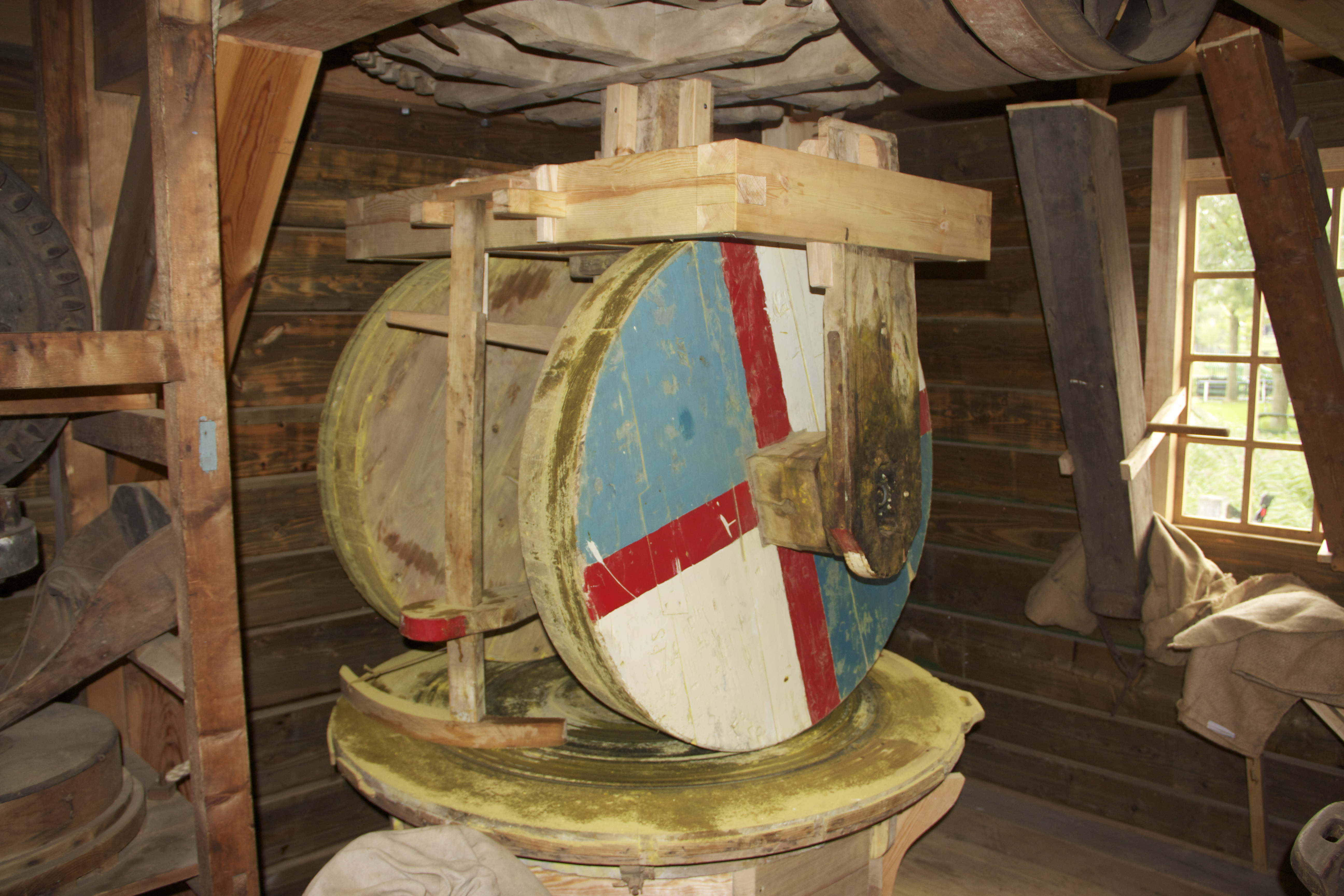
Houten kantstenen

Oliemolens:
De Bonte Hen ·
De Os ·
De Ooijevaar ·
Het Pink ·
De Zoeker

Zaagmolens:
De Gekroonde Poelenburg ·
De Held Jozua ·
Het Jonge Schaap ·
Het Klaverblad

Overige typen:
De Bleeke Dood ·
De Huisman ·
De Kat ·
Het Prinsenhof ·
Herkules ·
De Schoolmeester ·
De Koker

Kleine molens:
De Jonge Dirk ·
Kaatmolen ·
De Kroosduiker ·
Het Zwarte Kalf ·
De Hadel ·
De Windhond ·
De Windjager ·
De Zwaan

Overig:
Molenmuseum ·
Zaanse Schans ·
Vereniging De Zaansche Molen